# Malle
Maller (Siluriformes) er en meget forskelligartet orden af fisk. De findes i alle typer af ferskvandsområder, med arter på alle kontinenter bortset fra antarktis. Nogle arter fra familierne Ariidae og Plotosidae findes også i saltvand. Deres størrelse varierer fra den største ferskvandsfisk, den europæiske malle, til de mindste ferskvandsfisk.
Maller har ligesom andre medlemmer af overordenen Ostariophysi det weberske apparat til at høre højfrekvente lyde med.
Nogle maller kan kravle længere afstande over fugtigt land.
I øjeblikket (ca. 2003) er der 35 familier af malle, men antallet ændrer sig hele tiden på grund af igangværende taksonomisk arbejde.
Maller har ingen skæl.
Alle maller, undtagen medlemmer af familien Malapteruridae (elektrisk malle), har en stærk, hul giftpig på deres rygfinne og brystfinner.
Maller kan i nogle tilfælde spise ænder og lignende.
Maller er vigtige spisefisk over hele verden.
- Orden Maller (Siluriformes)
  - Familie Siluridae
    - Europæisk malle, Silurus glanis

  - Familie Clariidae
    - Den gående malle (Clarias batrachus)

  - Familie Malapteruridae
    - Afrikansk elektrisk malle (Malapterurus electricus)

  - Familie Plotosidae
    - Plotosus anguillaris

  - Familie Callichthyidae
    - Corydoradinae
      - Corydoras
        - Kobberpansermalle, Metalpansermalle Corydoras aeneus
        - Leopardpansermalle Corydoras julii

  - Familie Pangasiidae (Hajmaller)
    - Pangasianodon gigas (mekongmalle eller kæmpemalle)